# Jozef Krnáč
Jozef Krnáč, född den 30 december 1977 i Bratislava, Slovakien, är en slovakisk judoutövare.
Han tog OS-silver i herrarnas halv lättvikt i samband med de olympiska judotävlingarna 2004 i Aten.